# Micro Instrumentation and Telemetry Systems
Micro Instrumentation and Telemetry Systems (MITS) va ser una empresa estatunidenca d'electrònica fundada a Albuquerque, Nou Mèxic, que va començar a fabricar calculadores electròniques el 1971 i ordinadors personals el 1975. Ed Roberts i Forrest Mims van fundar MITS el desembre de 1969 per produir mòduls de telemesura miniaturitzats per coets model com un sensor de velocitat de balanceig. El 1971, Roberts redireccionó la companyia cap al mercat de les calculadores electròniques i el kit de calculadora d'escriptori MITS 816 va ser presentat a la portada de Popular Electronics el novembre de 1971. Les calculadores van ser molt reeixides i les vendes van superar el milió de dòlars el 1973. El 1974, una guerra brutal de preus de calculadores va deixar la companyia profundament endeutada.
Roberts llavors va desenvolupar el primer ordinador personal comercialment reeixit, l'Altair 8800. L'equip informàtic ha estat destacat en la portada de gener de 1975 de Popular Electronics i els hobbistes van inundar MITS amb comandes d'aquest kit d'ordinador de 397 $. Paul Allen i Bill Gates van veure la revista i van començar a escriure programari per a l'ordinador Altair. Es van traslladar a Albuquerque per treballar per a MITS i el juliol de 1975 van iniciar la Microsoft - originalment anomenada de Micro-Soft com va relatar Paul Allen en el seu article de 1995 per a la revista Fortune. Les vendes anuals de MITS havien assolit els 6 milions de dòlars el 1977, quan van ser adquirits per Pertec Computer. Les operacions aviat es van fusionar en la companyia més gran i la marca MITS va desaparèixer. Roberts es va retirar a Geòrgia, on va estudiar medicina i es va convertir en un metge de poble.